# Kaisa Raatikainen
Kaisa Raatikainen, född Oikari 10 september 1928 i Viitasaari, död 26 februari 2007 i Esbo, var en finländsk politiker. Hon var gift med Erkki Raatikainen. 
Raatikainen, som var yrkesverksam som disponent, var ledamot av Finlands riksdag för socialdemokraterna 1970–1986 och inrikesminister i Kalevi Sorsas regering 1984–1987. 